# Please, Please, Please
«Please, Please, Please» — пісня американського співака Джеймса Брауна і його групи The Famous Flames. Була написана самим Джеймсом Брауном і Джонні Террі.

## Історія
Група Famous Flames була знайдена Ральфом Бассом, який завідував на лейблі King Records секцією артистів і репертуару (A & R), і привезена в Цинциннаті на запис. Власнику King Records Сіду Нейтану цей найперший запис групи дуже сильно не сподобалася, але сингл з ним в результаті продався в 3 мільйони примірників. Це був дебютний сингл групи. Він вийшов в США 4 березня 1956 на лейблі Federal Records (лейблі King Records). Треба сказати, що пісня стала популярною не відразу. Добралася до першої десятки ритм-н-блюзу чарту журналу Billboard вона тільки в другій половині літа. Найвищою позицією стало в підсумку 6-те місце.
У 2004 році журнал Rolling Stone помістив пісню «Please, Please, Please» у виконанні Джеймса Брауна на 142-ге місце свого списку «500 найкращих пісень усіх часів». У списку 2011 року ця пісня у виконанні Джеймса Брауна (і його групи Famous Flames) знаходиться на 143-му місці.
Також пісня «Please, Please, Please» у виконанні Джеймса Брауна разом з ще трьома його піснями — «I Got You (I Feel Good)», «Sex Machine» і «Say It Loud – I'm Black and I'm Proud» — входить до складеного Залом слави рок-н-ролу списку 500 Songs That Shaped Rock and Roll.
У 2001 році сингл «Please, Please, Please» Джеймса Брауна і групи Famous Flames (вийшов в 1956 році на лейблі Federal Records) був прийнятий до Зали слави премії «Греммі».

## Інші версії
Пісню перезаписали інші виконавці, зокрема Літтл Мілтон для Sings Big Blues (1966), Стіві Вандер для I Was Made to Love Her (1967), Джуніор Веллс для Live at the Golden Bear (1968), Лакі Пітерсон для Our Future (1971), Отіс Раш для Blues Interaction – Live in Japan 1986 (1989) та ін..